# MRP
MRP (англ. material requirements planning — планирование потребности в материалах) — система планирования потребностей в материалах, одна из наиболее популярных в мире логистических концепций, на основе которой разработано и функционирует большое число микрологистических систем. На концепции MRP базируется построение логистических систем «толкающего типа». Появление более развитой концепции MRP II и развитие программных систем класса ERP, снижение их стоимости, привело к тому, что программные продукты класса MRP можно встретить очень редко, как правило, в составе устаревших информационных систем предприятий.
Один из ключевых разработчиков MRP — Джозеф Орлиски, согласно его характеристике: «планирование потребностей в материалах в узком смысле состоит из ряда логически связанных процедур, решающих правил и требований, переводящих производственное расписание в „цепочку требований“, синхронизированных во времени, и запланированных „покрытий“ этих требований для каждой единицы запаса компонентов, необходимых для выполнения производственного расписания. MRP-система перепланирует последовательность требований и покрытий в результате изменений либо в производственном расписании, либо в структуре запасов, либо в атрибутах продукта».
MRP-система применяется при работе с материалами, компонентами, полуфабрикатами и их частями, спрос на которые зависит от спроса на специфическую готовую продукцию, то есть спрос на исходные материальные ресурсы сильно зависит от спроса потребителей на конечную продукцию. Также MRP-система может работать с широкой номенклатурой материальных ресурсов.

## История
Подход MRP был разработан в США в середине 1950-х годов, однако широкое распространение концепция получила лишь с развитием вычислительной техники в 1970-е годы. Микрологистические системы, подобные MRP, разрабатывались примерно в эти же годы и в СССР, но первоначально применялись в военно-промышленном комплексе.
В конце 1980-х годов системы MRP использовали или предполагали использовать большинство фирм США с годовым объёмом продаж готовой продукции свыше 15 млн долларов; в Великобритании — каждое третье производственное предприятие.
Обычная практика использования MRP в бизнесе связана с планированием и контролем процедур заказа и снабжения (закупок) материальных ресурсов, как правило, большой номенклатуры, для промышленных предприятий по изготовлению машиностроительной продукции.
Основные проблемы, возникающие при внедрении системы MRP относятся к разработке информационного, программно-математического обеспечения расчётов и выбору комплекса вычислительной и оргтехники, то есть те проблемы, которые являются типичными для автоматизированных систем управления производством и технологическими процессами.

## Цели
Цели MRP:
- удовлетворение потребности в материалах, компонентах и продукции для планирования производства и доставки потребителям;
- поддержка низких уровней запасов;
- планирование производственных операций, расписаний доставки, закупочных операций.

Система MRP позволяет определить, сколько и в какие сроки необходимо произвести конечной продукции. Затем система определяет время и необходимые количества материальных ресурсов для удовлетворения потребностей производственного расписания.

## Входные данные

### Главное производственное расписание
Производственное расписание формируется в условиях независимого спроса. Никаких средств автоматизации для составления производственного расписания система не содержит. План формируется вручную и должен быть реализуемым, то есть согласоваться со спросом и финансовым планом. Но при этом для каждой единицы готовой продукции составляется список ключевых ресурсов. В нём отражается дефицит ресурсов и возможная компенсация этого дефицита. Это отслеживание потребности в ресурсах и сопоставление её с доступными ресурсами системы должно проводиться постоянно. Постоянного пересмотра также требует и само производственное расписание. Для устранения недостатка пересмотра планов производственное расписание делится на периоды. В первом периоде модификации производственного плана не допустимы. Во втором периоде допускаются модификации, причём необходимо согласовать план производства с доступными ключевыми ресурсами. Чем дальше по времени отстоит период от настоящего момента, тем менее определённой и более динамичной становится информация.

### Спецификации
Спецификация (англ. bill of material) — перечень компонентов и материалов, необходимых для производства готового изделия, с указанием количества и планового времени производства или поставки. Таким образом, готовая продукция описывается вплоть до материалов и компонентов.

### Данные о наличных запасах и открытых заказах
С учётом спецификаций рассчитываются полные потребности в компонентах. Эти компоненты должны быть готовы к моменту начала «родительского» узла. Алгоритм MRP обрабатывает спецификацию в том же порядке, в каком следуют уровни дерева состава изделия, а на основании главного производственного расписания рассчитываются полные потребности в единицах готовой продукции.

## Выходные данные
Выходные данные включают первичные и вторичные отчёты, выполняющие вспомогательную функцию.
Первичные отчёты:
- Плановые заказы — график с разбиением по периодам планирования, который содержит время и величину будущего заказа.
- Разрешение на выполнение плановых заказов, то есть производится отпуск материалов в производство: пересчитывается остаток запаса с учётом расходов материалов, а затем материалы передаются непосредственно на производство, то есть производится выдача производственных заказов.
- Изменение в плановых заказах включает изменение даты или величины заказа, а также отмену заказа.

Вторичные отчёты:
- Отчёты по контролю за исполнением планов показывают отклонения от планов, а также содержат информацию, необходимую для расчёта производственных затрат.
- Отчёты по планированию включают существующие договоры поставки, обязательства по закупкам и другие данные, которые могут использоваться для оценки будущих материальных потребностей производства.
- Отчёты об исключительных ситуациях обращают внимание на основные несоответствия и обнаруженные ошибки в данных и отчётности.

## Критика
Основные недостатки MRP-систем:
- значительный объём вычислений и предварительной обработки данных;
- возрастание логистических затрат на обработку заказов и транспортировку при стремлении фирмы ещё больше уменьшить запасы МР или перейти на работу с малыми заказами с высокой частотой их выполнения;
- нечувствительность к кратковременным изменениям спроса;
- большое количество отказов из-за большой размерности системы и её сложности.